# Wiszniowka (rejon diemidowski)
Wiszniowka (ros. Вишнёвка) – wieś (ros. деревня, trb. dieriewnia) w zachodniej Rosji, w osiedlu wiejskim Zaborjewskoje rejonu diemidowskiego w obwodzie smoleńskim.

## Geografia
Miejscowość położona jest nad rzeką Miatyl, przy drodze regionalnej 66N-0532 (66K-11 – Wiszniowka), 1 km od drogi regionalnej 66K-11 (R120 / Olsza – Wieliż – granica z obwodem pskowskim), 11,5 km od centrum administracyjnego osiedla wiejskiego (Zaborje), 7 km od centrum administracyjnego rejonu (Diemidow), 70,5 km od stolicy obwodu (Smoleńsk), 35 km od granicy z Białorusią.
W granicach miejscowości znajdują się ulice: Bieriozowaja, Kołchoznaja.

## Demografia
W 2010 r. miejscowość zamieszkiwały 3 osoby.

## Historia
W czasie II wojny światowej od lipca 1941 roku wieś była okupowana przez hitlerowców. Wyzwolenie nastąpiło we wrześniu 1943 roku.
Do 1963 roku wieś nosiła nazwę Niemyćki.
Na mocy uchwały z dnia 28 maja 2015 roku wszystkie miejscowości (w tym Wiszniowka) zlikwidowanej jednostki administracyjnej Karcewskoje weszły w skład osiedla wiejskiego Zaborjewskoje.